# 洛莫諾索夫山脈
洛莫諾索夫山脈（英語：Lomonosov Mountains）是南極洲的山脈，位於毛德皇后地的阿斯特里德公主海岸，處於沃爾塔特山脈以東37公里，長33公里，由德國探險隊發現和拍攝空中照片，現時由南極條約體系管理。